# Rechberghausen
Rechberghausen est une commune de Bade-Wurtemberg (Allemagne), située dans l'arrondissement de Göppingen, dans la région de Stuttgart, dans le district de Stuttgart.

## Histoire

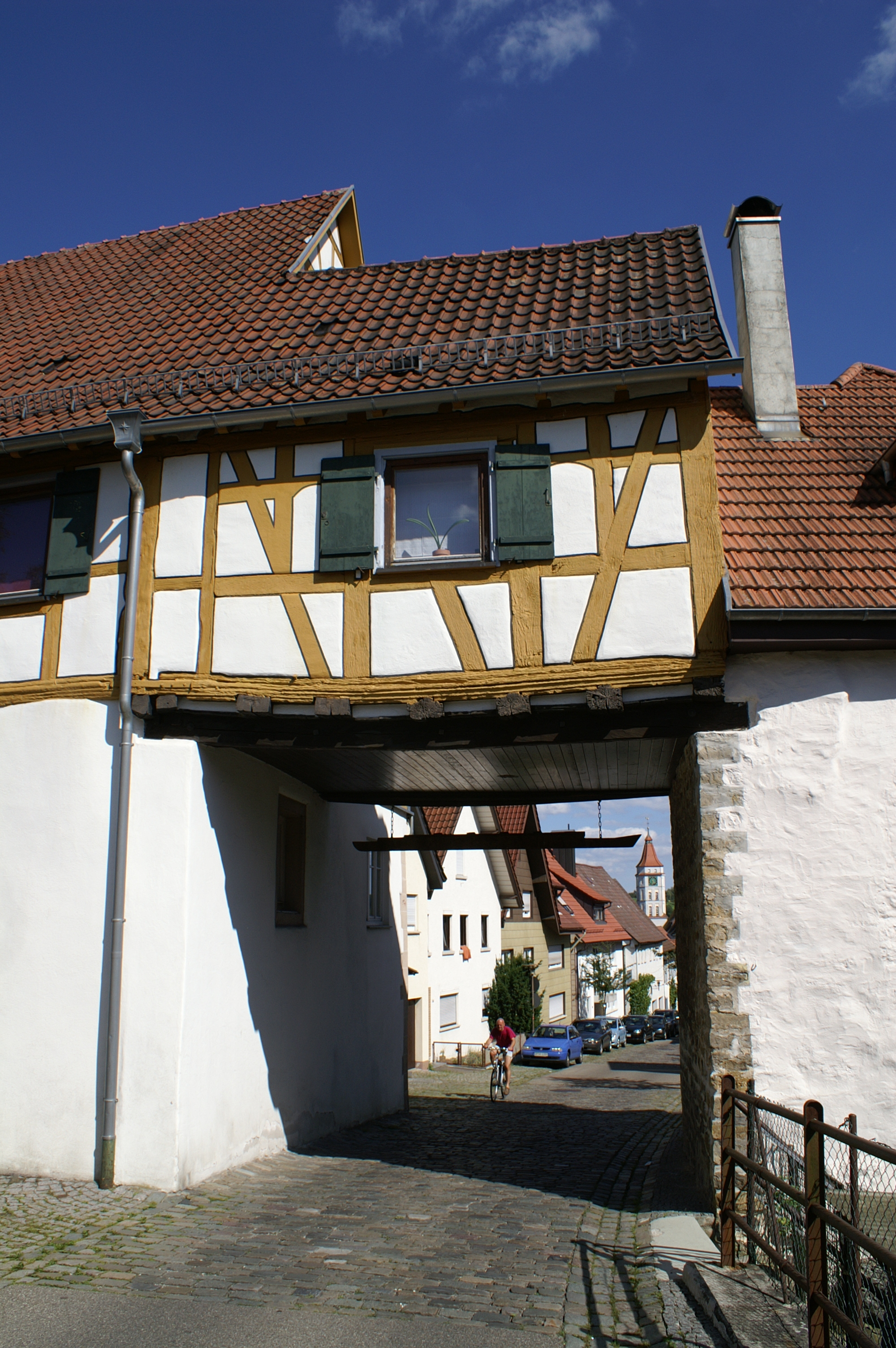
Oberes Tor

- Les premiers documents attestent la ville en 1245 et appartient alors aux duc von Teck.
- 1366 village et château deviennent autrichiens.
- 1374 vente par l'Autriche au comte von Rechberg zu Hohenrechberg.
- 1805 propriété de la maison de Würtemberg.